# Nationale 2 2016-2017 (hockey su pista)
Il Nationale 2 2016-2017 è stato il torneo di secondo livello del campionato francese di hockey su pista per la stagione 2016-2017. Esso è stato organizzato dalla Federazione di pattinaggio della Francia. La competizione è iniziata il 24 settembre 2016 e si è concluso il 3 giugno 2017.

## Girone Est

### Squadre partecipanti
| Club                 | Stagione | Città              | Impianto                 | Stagione precedente              |
| -------------------- | -------- | ------------------ | ------------------------ | -------------------------------- |
| Aix-les-Bains        | dettagli | Aix-les-Bains      |                          |                                  |
| Drancy               | dettagli | Drancy             |                          |                                  |
| Gleizé en Beaujolais | dettagli | Gleizé             |                          | 4° in Nationale 2 - Girone Sud   |
| Noisy-le-Grand B     | dettagli | Senna-Saint-Denis  | Gymnase des Yvris        | 1° in Nationale 2 - Girone Nord  |
| Roubaix              | dettagli | Roubaix            |                          | 10° in Nationale 2 - Girone Nord |
| Sporting Fontenay    | dettagli | Fontenay-sous-Bois |                          |                                  |
| Tourcoing            | dettagli | Tourcoing          |                          | 8° in Nationale 2 - Girone Nord  |
| Vaulx-en-Velin       | dettagli | Vaulx-en-Velin     | Gymnase Ambroise Croizat | 3° in Nationale 2 - Girone Sud   |
| Villejuif            | dettagli | Villejuif          |                          | 4° in Nationale 2 - Girone Nord  |

### Classifica finale
|  | Pos. | Squadra              | Pt | G  | V  | N | P  | GF | GS  | DR  |
|  | ---- | -------------------- | -- | -- | -- | - | -- | -- | --- | --- |
|  | 1.   | Vaulx-en-Velin       | 37 | 16 | 12 | 1 | 3  | 92 | 60  | +32 |
|  | 2.   | Gleizé en Beaujolais | 36 | 16 | 12 | 0 | 4  | 91 | 72  | +19 |
|  | 3.   | Sporting Fontenay    | 30 | 16 | 10 | 0 | 6  | 77 | 69  | +8  |
|  | 4.   | Aix-les-Bains        | 29 | 16 | 9  | 2 | 5  | 91 | 51  | +40 |
|  | 5.   | Villejuif            | 28 | 16 | 9  | 1 | 6  | 71 | 63  | +8  |
|  | 6.   | Tourcoing            | 27 | 16 | 9  | 0 | 7  | 67 | 59  | +8  |
|  | 7.   | Noisy-le-Grand B     | 16 | 16 | 5  | 1 | 10 | 83 | 93  | -10 |
|  | 8.   | Roubaix              | 5  | 16 | 1  | 2 | 13 | 67 | 115 | -48 |
|  | 9.   | Drancy               | 4  | 16 | 1  | 1 | 14 | 62 | 119 | -57 |

Legenda:
      Promosso in Nationale 1 2017-2018.
      Retrocesso in Nationale 3 2017-2018.
Regolamento:
Tre punti a vittoria, uno a pareggio, zero a sconfitta.

## Girone Ovest

### Squadre partecipanti
| Club           | Stagione | Città         | Impianto                   | Stagione precedente             |
| -------------- | -------- | ------------- | -------------------------- | ------------------------------- |
| ASTA Nantes    | dettagli | Nantes        |                            | 8° in Nationale 2 - Girone Sud  |
| Biarritz       | dettagli | Biarritz      |                            | 6° in Nationale 2 - Girone Sud  |
| Bouguenais     | dettagli | Bouguenais    |                            |                                 |
| Crehen         | dettagli | Créhen        |                            | 9° in Nationale 2 - Girone Nord |
| Ergué-Gabéric  | dettagli | Ergué-Gabéric |                            | 3° in Nationale 2 - Girone Nord |
| Gazinet-Cestas | dettagli | Cestas        |                            | 2° in Nationale 2 - Girone Sud  |
| Nantes B       | dettagli | Nantes        | Salle du Croissant         | 5° in Nationale 2 - Girone Sud  |
| Ploufragan B   | dettagli | Ploufragan    | Salle omnisports du Glénan | 6° in Nationale 2 - Girone Nord |
| Quintin        | dettagli | Quintin       |                            | 5° in Nationale 2 - Girone Nord |
| Saint-Brieuc   | dettagli | Saint-Brieuc  |                            | 7° in Nationale 2 - Girone Nord |

### Classifica finale
|  | Pos. | Squadra        | Pt | G  | V  | N | P  | GF  | GS  | DR  |
|  | ---- | -------------- | -- | -- | -- | - | -- | --- | --- | --- |
|  | 1.   | Crehen         | 47 | 18 | 15 | 2 | 1  | 114 | 43  | +71 |
|  | 2.   | Gazinet-Cestas | 40 | 18 | 13 | 1 | 4  | 87  | 74  | +13 |
|  | 3.   | Quintin        | 39 | 18 | 13 | 0 | 5  | 96  | 69  | +27 |
|  | 4.   | Biarritz       | 30 | 18 | 9  | 3 | 5  | 96  | 79  | +17 |
|  | 5.   | Ergué-Gabéric  | 29 | 18 | 9  | 2 | 7  | 81  | 71  | +10 |
|  | 6.   | Ploufragan B   | 25 | 18 | 8  | 1 | 9  | 54  | 76  | -22 |
|  | 7.   | Bouguenais     | 16 | 18 | 5  | 1 | 12 | 82  | 101 | -19 |
|  | 8.   | Saint-Brieuc   | 14 | 18 | 4  | 2 | 12 | 68  | 98  | -30 |
|  | 9.   | Nantes B       | 13 | 18 | 4  | 1 | 13 | 70  | 104 | -34 |
|  | 10.  | ASTA Nantes    | 10 | 18 | 2  | 4 | 12 | 78  | 111 | -33 |

Legenda:
      Promosso in Nationale 1 2017-2018.
      Retrocesso in Nationale 3 2017-2018.
Regolamento:
Tre punti a vittoria, uno a pareggio, zero a sconfitta.

## Finale
| Vaulx-en-Velin 3 giugno 2017, ore 20:30 UTC+1 | Vaulx-en-Velin          | 9 – 10 referto | Crehen | Gymnase Ambroise Croizat\| Arbitri: \| Carlos Novo Rui Ribeiro \| |
| Arbitri:                                      | Carlos Novo Rui Ribeiro |                |        |                                                                   |

## Verdetti
| Verdetto                  | Club                        |
| ------------------------- | --------------------------- |
| Promosse in Nationale 1   | Crehen Vaulx-en-Velin       |
| Retrocesse in Nationale 3 | ASTA Nantes Drancy Nantes B |